# Rosa María Guerrero
Rosa María Guerrero Cazares (Mazatlán, 30 de noviembre de 1984) es una atleta paralímpica mexicana que compite en eventos de lanzamiento de disco y lanzamiento de peso a nivel internacional. Formó parte de la delegación mexicana en los Juegos Paralímpicos de Tokio 2020 y en los Juegos Paralímpicos de París 2024.

## Trayectoria
Siempre tuvo gusto por el deporte, durante mucho tiempo practicó futbol, pero en 2010 por un problema de salud quedó inmovilizada de la cintura para abajo y comenzó a practicar basquetbol en silla de ruedas.
Rosa estudio en la Facultad de Educación Física y Deporte de la Universidad Autónoma de Sinaloa.
Poco después el entrenador nacional de  atletismo la invitó a entrenar al Centro del Comité Paralímpico Mexicano de la CONADE.
En los Juegos Paralímpicos de Tokio finalizó en la tercera posición de lanzamiento de disco al registrar 24.11 metros,
Aseguró su pase a los Juegos Paralímpicos de París 2024 al obtener el oro en el Campeonato Mundial de Para Atletismo París 2023 con su mejor marca personal de 26.12 metros.
Previo a su participación en los Juegos Paralímpicos de París 2024, Rosa María menciona haber visto crecer el movimiento paralímpico en México, por lo que señala:

México es muy muy fuerte, los atletas son disciplinados y maravillosos, competitivos. Sobre todo, luchamos para alcanzar nuestros sueños. Tenemos que seguir trabajando duro. A partir de aquí empezamos un nuevo reto.

En París 2024 obtuvo la medalle de bronce en la categoría de Lanzamiento de Disco F55 con una distancia de 25.81 metros.
Además ese mismo año, fue reconocida por el ayuntamiento de Mazatlan, Sinaloa  por su desempeño en los juegos antes mencionados

### Palmarés
| Medallas | Medallas              | Medallas                             | Medallas          | Medallas                      |
| Año      | Lugar                 | Competencia                          | Medalla           | Categoría                     |
| -------- | --------------------- | ------------------------------------ | ----------------- | ----------------------------- |
| 2024     | París (Francia)       | Juegos Paralímpicos                  | Medalla de bronce | Lanzamiento de disco F55      |
| 2024     | Kobe (Japón)          | Campeonato Mundial de Para Atletismo | Medalla de bronce | Lanzamiento de disco F55      |
| 2023     | París (Francia)       | Campeonato Mundial de Para Atletismo | Medalla de oro    | Lanzamiento de disco F55      |
| 2023     | Santiago (Chile)      | Juegos Parapanamericanos             | Medalla de plata  | Lanzamiento de disco F55      |
| 2020     | Tokio (Japón)         | Juegos Paralímpicos                  | Medalla de bronce | Lanzamiento de disco F55      |
| 2019     | Lima (Perú)           | Juegos Parapanamericanos             | Medalla de oro    | Lanzamiento de bala F55/54/53 |
| 2019     | Lima (Perú)           | Juegos Parapanamericanos             | Medalla de oro    | Lanzamiento de disco F55/54   |
| 2017     | Londres (Reino Unido) | Campeonato Mundial de Para Atletismo | Medalla de bronce | Lanzamiento de bala F55       |